# Ле-Во
Ле-Во (фр. Le Vaud) — громада  в Швейцарії в кантоні Во, округ Ньйон.

## Географія
Громада розташована на відстані близько 110 км на південний захід від Берна, 32 км на захід від Лозанни.
Ле-Во має площу 3,1 км², з яких на 19,5% дозволяється будівництво (житлове та будівництво доріг), 50,5% використовуються в сільськогосподарських цілях, 29,7% зайнято лісами, 0,3% не є продуктивними (річки, льодовики або гори).

## Демографія
2019 року в громаді мешкало 1357 осіб (+10,5% порівняно з 2010 роком), іноземців було 19,3%. Густота населення становила 436 осіб/км².
За віковим діапазоном населення розподілялося таким чином: 27,2% — особи молодші 20 років, 58,6% — особи у віці 20—64 років, 14,2% — особи у віці 65 років та старші. Було 487 помешкань (у середньому 2,7 особи в помешканні).
Із загальної кількості 229 працюючих 21 був зайнятий в первинному секторі, 54 — в обробній промисловості, 154 — в галузі послуг.